# 马春雷
马春雷（1966年7月—），男，汉族，上海人，中華人民共和國政治人物。现任上海市人民政府秘书长、办公厅主任。

## 生平
1989年7月参加工作。2013年7月擔任上海嘉定区委书记。2018年2月擔任上海市发改委主任。2021年2月26日擔任上海市人民政府秘书长、办公厅主任。